# Acquisizione Immagine
Acquisizione Immagine è un'applicazione per il sistema operativo macOS che permette all'utente di scaricare le foto scattate da una fotocamera digitale o acquisite da scanner, connessi al computer o in rete.
Essa non fornisce strumenti organizzativi come iPhoto, ma è utile per scaricare immagini da vari dispositivi senza bisogno di driver.
Acquisizione Immagine permette anche di eseguire un programma dopo lo scaricamento delle foto, come iPhoto oppure anche un AppleScript.
Nelle preferenze, è possibile condividere la fotocamera o lo scanner in rete, fare in modo che le foto vengano eliminate dopo lo scaricamento o che vengano scaricate appena si connette la fotocamera.
In questo modo, è possibile scaricare le foto e suddividerle in directory per data senza neppure un clic.
Acquisizione Immagine si trova al percorso /Applicazioni/Acquisizione Immagine.